# Arnreit
Arnreit település Ausztriában, Felső-Ausztria tartományban, a Rohrbachi járásban, területe 20 km².

## Fekvése
Tengerszint feletti magassága 604 méter. Arnreit Rohrbach-Berg, Auberg, Neufelden, Altenfelden, Hörbich és Sarleinsbach településekkel határos.

## Népesség
Lakosainak száma 1154 fő (2018. január 1.).